# Корнвелс Хајтс (Пенсилванија)
Корнвелс Хајтс (енгл. Cornwells Heights) насељено је место без административног статуса у америчкој савезној држави Пенсилванија.

## Демографија
По попису из 2010. године број становника је 1.391.
| Група             | 2000.    | 2010.         |
| Белци             | 0 (0,0%) | 1.247 (89,6%) |
| Афроамериканци    | 0 (0,0%) | 31 (2,2%)     |
| Азијати           | 0 (0,0%) | 17 (1,2%)     |
| Хиспаноамериканци | 0 (0,0%) | 72 (5,2%)     |
| Укупно            | 0        | 1.391         |